# 鎌倉車両センター中原支所
鎌倉車両センター中原支所（かまくらしゃりょうセンターなかはらししょ）は、神奈川県川崎市中原区上小田中5丁目にある、東日本旅客鉄道（JR東日本）首都圏本部の車両基地である。
南武線の武蔵中原 - 武蔵新城間に並行しており、電車の入出区は武蔵中原駅から行われる。武蔵中原駅は高架構造のため、地上の車両基地との入出区線は33.5 ‰の急勾配となっている（厳密には武蔵中原駅は地上から高架構造となった）。

## 概要
南武線の車両基地はその前身である南武鉄道の開業以来矢向駅構内にあったが、施設の老朽化と車両増備に伴う拡張が困難なため、1957年（昭和32年）から武蔵中原駅付近に新しい車両基地を建設し、1960年（昭和35年）4月25日に矢向電車区から車両を移管して中原電車区として開設された。開設当初は収容車両数100両で、建設費用は約4億3,000万円。1963年（昭和38年）以降、南武線の6両編成化に伴い、留置線や検査線が増設された。
矢向駅にはこの際中原電車区矢向派出所を設置したが後に廃止され、現在は留置線のみが残る。これに加え登戸駅構内に電留線を作る案もあったが、現在のところ実現していない。
国鉄分割民営化後の1988年には、弁天橋電車区から鶴見線の車両が移管された。これらは川崎統括センター鶴見線オフィス（旧弁天橋電車区敷地に鶴見線営業所として新設）に常駐している。
2015年3月14日に浦和電車区がさいたま車両センターおよびさいたま運転区に改編されたことで、JR東日本で最後の電車区（車両と運転士の両方が所属）となった。
2020年3月14日の組織改正により、中原電車区検修部門は鎌倉車両センター中原支所となった。その際、運転士部門は矢向車掌区と統合し、川崎運輸区（夢庵武蔵中原駅前店跡地に新設　現在は川崎統括センター南武線オフィス）となった。

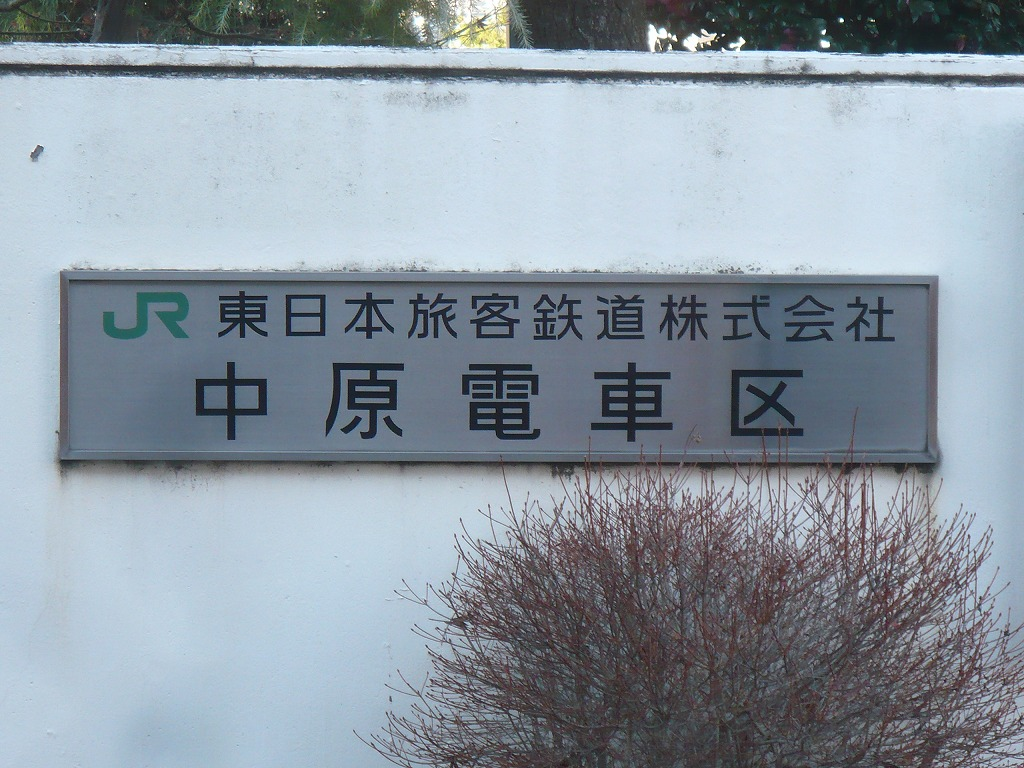
中原電車区時代の看板（2011年1月撮影）
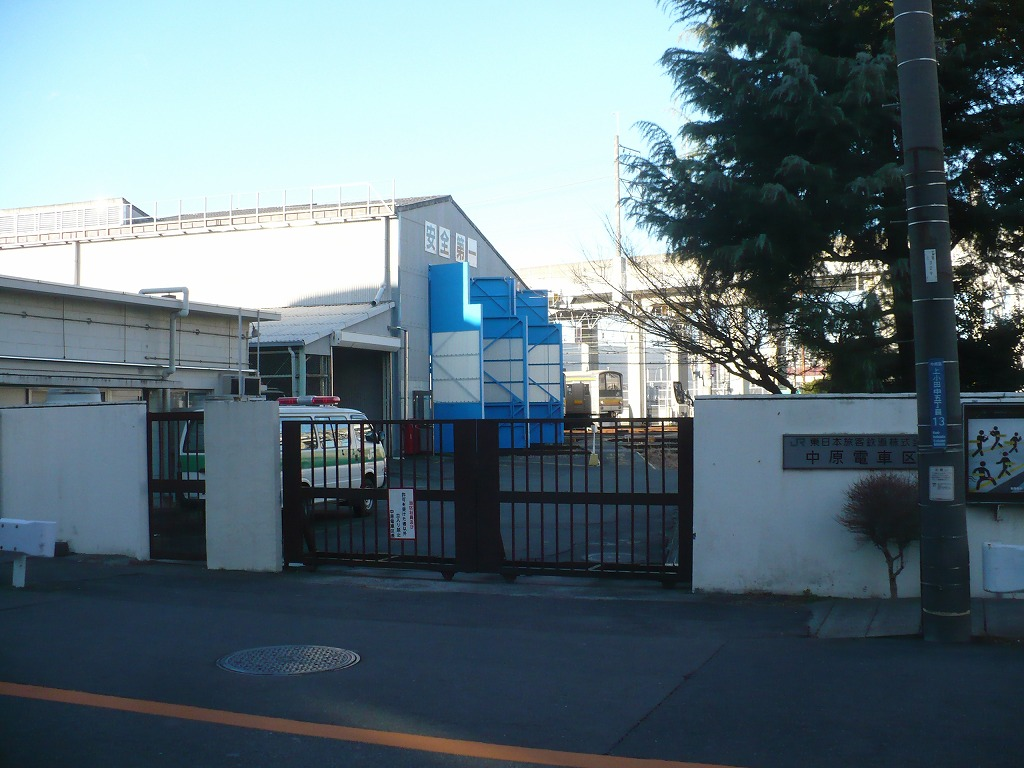
中原電車区時代の正門（敷地外から撮影）

## 構内
入出区線を下って構内に入ると両渡り分岐器（シーサスクロッシング）があり、留置線および洗浄線群、検修庫線、武蔵中原駅側の留置線へと分かれる。南武線の高架線側より
- 0番 - 3番の留置線がある[4]。1区と2区に分かれており、6両編成の車両を縦列留置できる[4]。
- 4番 - 7番の留置線は6両編成を留置できるが、4・5番線は終端部に85mの余裕があり、さらに南武支線用・鶴見線用車両を留置できる[4]。
- 8・9番線は洗浄線で、手洗浄作業台が設置されている[4]。
- 11・12番線は検修線で、台検庫に繋がっている[4]。天井クレーン・リフティングジャッキを配備しており、機器の吊り替えや修理等を行う[4]。
- 13・14番線は交検線で、交検庫に繋がっている[4]。基本的に14番線において交番検査（205系）または機能保全（E233系）を実施する[4]。
- 武蔵中原駅側の留置線は16・17番線があり、途中に車両洗浄機がある[4]。

当支所には車輪転削設備がないため、実施する場合には車両を国府津車両センターに回送して実施している。

## 配置車両に記される略号

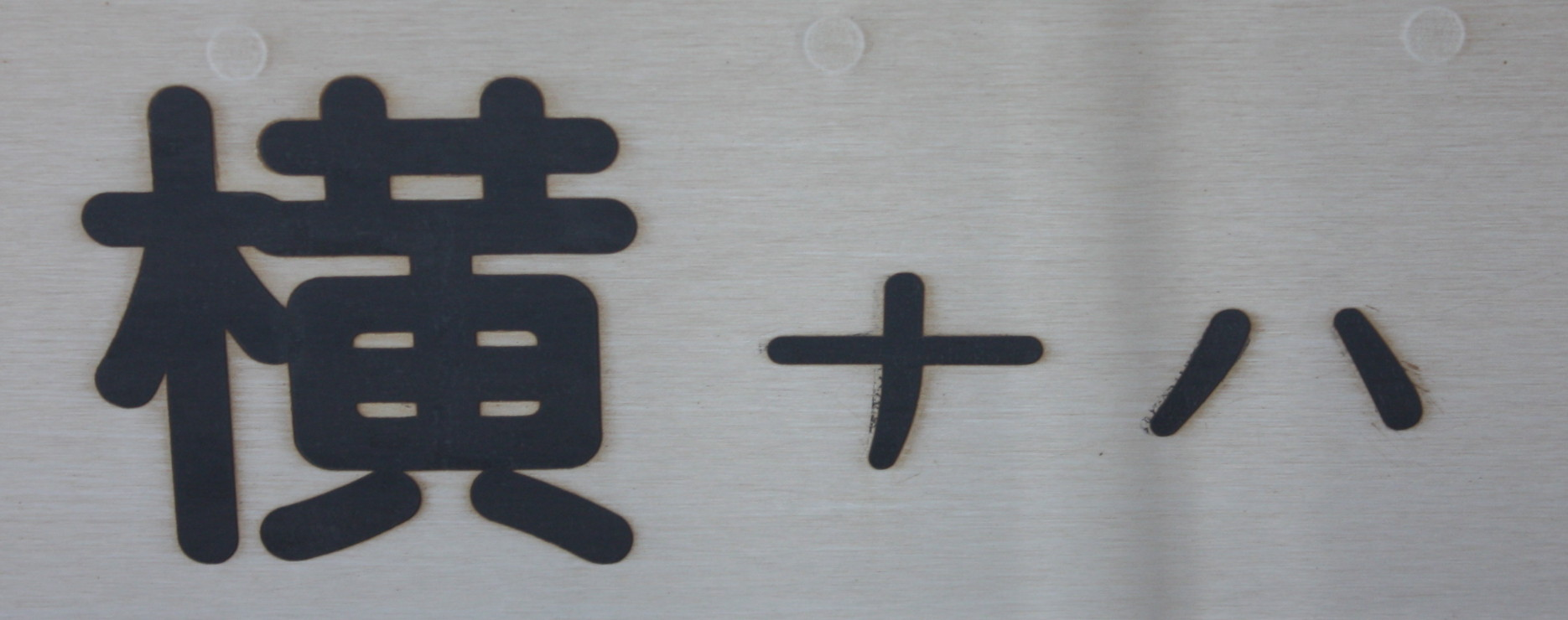
鎌倉車両センター中原支所　所属略号

「横ナハ」…横浜支社を意味する「横」と、中原を意味する「ナハ」から構成される。
発足当初は国鉄東京鉄道管理局管轄であったことから「東ナハ」であったが、1969年に武蔵小杉以北が東京西鉄道管理局管轄とされたため、「西ナハ」とされた。民営化後は東京圏運行本部→東京地域本社の管轄となったため再び「東ナハ」となったが、1996年10月の横浜支社発足に伴う管轄の変更で「横ナハ」となった。

## 配置車両
2025年4月1日時点の配置車両は以下の通り
| 電車  | 気動車 | 機関車 | 客車 | 貨車 | 合計  |
| ----- | ------ | ------ | ---- | ---- | ----- |
| 249両 | 0両    | 0両    | 0両  | 0両  | 249両 |

E233系8000番台・8500番台（216両）
南武線用に8000番台6両編成35本（N1 - 35編成）と8500番台6両編成1本（N36編成）が配置されている。
205系と209系の置き換え用として投入され、2014年10月4日より営業運転を開始した。
8500番台は、2017年2月に豊田車両センターから元青梅・五日市線用の0番台青670編成が改番して転入したもの。同年3月15日より営業運転を開始している。
E131系1000番台（24両）
鶴見線用に1000番台3両編成8本（T1 - T8編成）が配置されている。
205系1100番台の置き換え用として投入され、2023年12月24日に営業運転を開始した。
2024年2月27日に同線の運用が同形式に統一され、同年3月16日のダイヤ改正よりワンマン運転を開始した。
E127系0番台（4両）
南武支線用に0番台2両編成2本（V1,2編成）が配置されている。
205系1000番台の置き換え用として、2023年に新潟車両センターより転入した。
長野総合車両センターでの転用改造を経て、同年9月13日より同線での営業運転を開始した。
205系（2両）
南武支線用に1000番台2両編成1本（ワ4編成）が配置されている。南武線浜川崎支線（南武支線）用の予備車で、クモヤ145形の廃車後は電車区内の構内入換をする牽引車代用の役目も担っている。
かつては鶴見線用の3両編成や南武線用の6両編成も配置されており、南武線用は2014年10月1日時点では32本在籍した。これらはE233系の導入に伴って順次廃車され、2016年1月9日のナハ46編成によるありがとう運転をもって営業運転を終了、同年1月15日に全廃となった。
山手線・中央・総武緩行線・埼京線からの転入車のうち、先頭車化改造車（1000・1100・1200番台）が18本、落成時点から先頭車である編成は11本であった。なお、南武支線用と鶴見線用はすべての編成が中間車からの先頭車化改造車である。
先頭車前面の編成番号表記は、新製時より所属している編成がプレート式、転属車がテープ式になっている（ナハ15編成のクハ204-138・ナハ35編成のクハ205-19を除く）。
鶴見線用3両編成は全編成で大窓車と小窓車が混在しており、クモハ・モハが元山手線車でクハが元埼京線車である。南武支線用2両編成はワ4編成が元山手線車で小窓、ワ1・2編成が元中央・総武緩行線車で大窓である。ワ3編成は残存していた南武支線用の101系に割り当てられていたため欠番となっている。
先頭車化改造車のうちナハ48編成は2009年7月に209系2200番台によって置き換えられ、故障したナハ4編成の復旧のためにモハユニット2両を供出したうえで、4両編成として仙台車両センター宮城野派出所に転出して103系を置き換えた。ナハ4編成は抜かれたモハユニット2両を組み込んで営業運転に復帰し、故障当該車のモハユニットは廃車された。この結果、ナハ4編成は大窓車と小窓車が混在している。
2014年2月25日には、元鎌倉車両センターのH26編成が転入し、3月6日からナハ17編成として営業運転を開始した。大窓車であり、編成番号も大窓車の続番だが、番号札は両先頭車ともにテープ式であるほか、前面のLED行先表示機は存置され、号車札は鎌倉車両センター時代と同様に白地に青文字となっていた。2015年1月に廃車されている。
鶴見線用1100番台はもともと9本（T11 - 19編成）が配置されていたが、E131系1000番台の投入により順次運用を離脱し廃車されている。最終運用は2024年2月27日のT17編成であった。
南武支線用1000番台についても後継となるE127系が投入されており、主にワ4編成が予備車として使用されるのみとなっている。
31系（1両）
クモハ12052が保留車として当区に配置されているが、整備の上東京総合車両センター西エリアにて保管されており、定期運用は無い。
1996年3月まで、鶴見線大川支線で運用された。
1980年までは南武線浜川崎支線用の31系由来のクモハ11形・クハ16形が多数配置されていた。
FV-E991系（2両）
2両編成1本（HY編成）が配置されている。愛称は「HYBARI」。
水素燃料蓄電池電車の試作編成で、南武線（川崎駅 - 登戸駅間）、鶴見線、南武支線での試験走行を実施している。

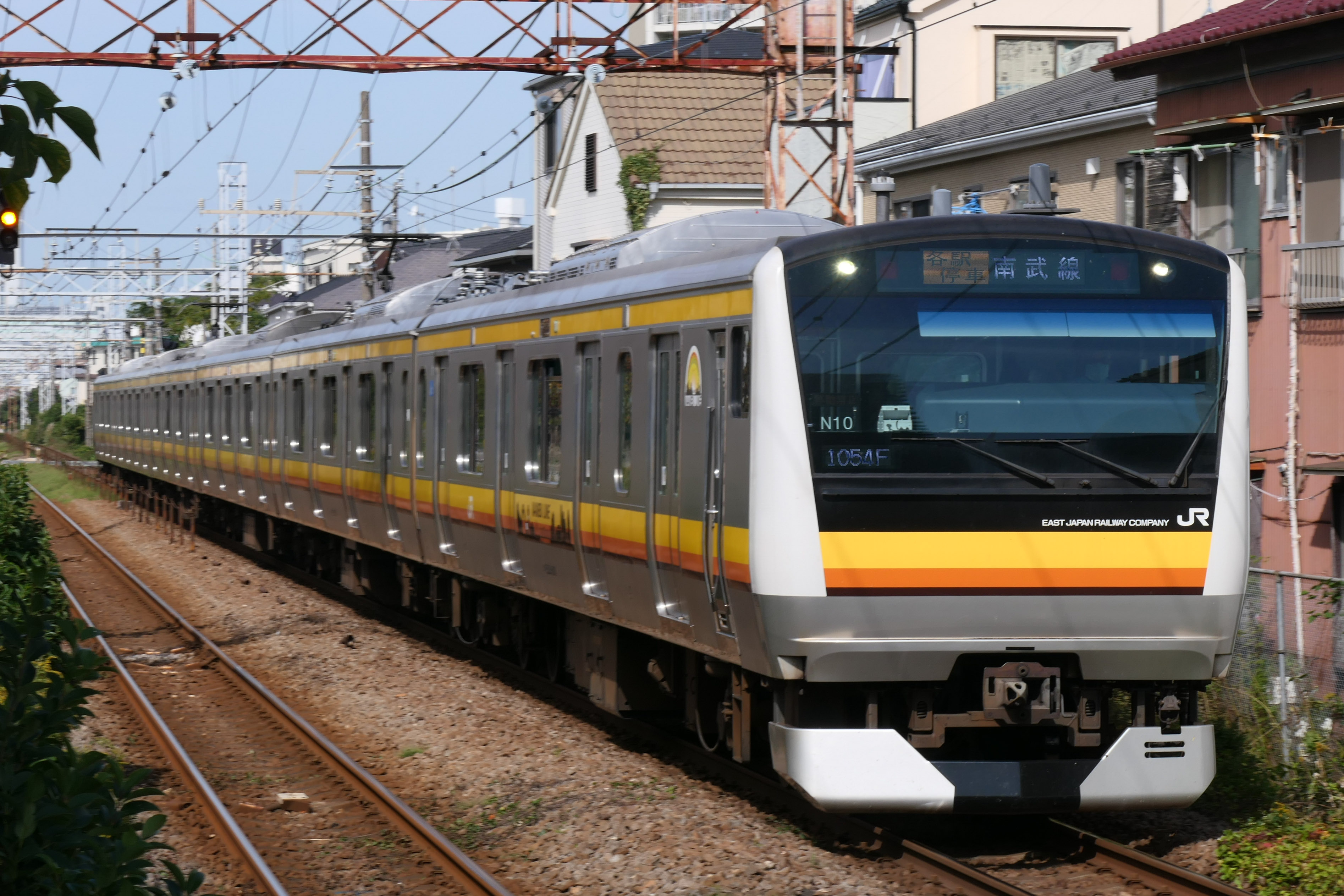
E233系8000番台
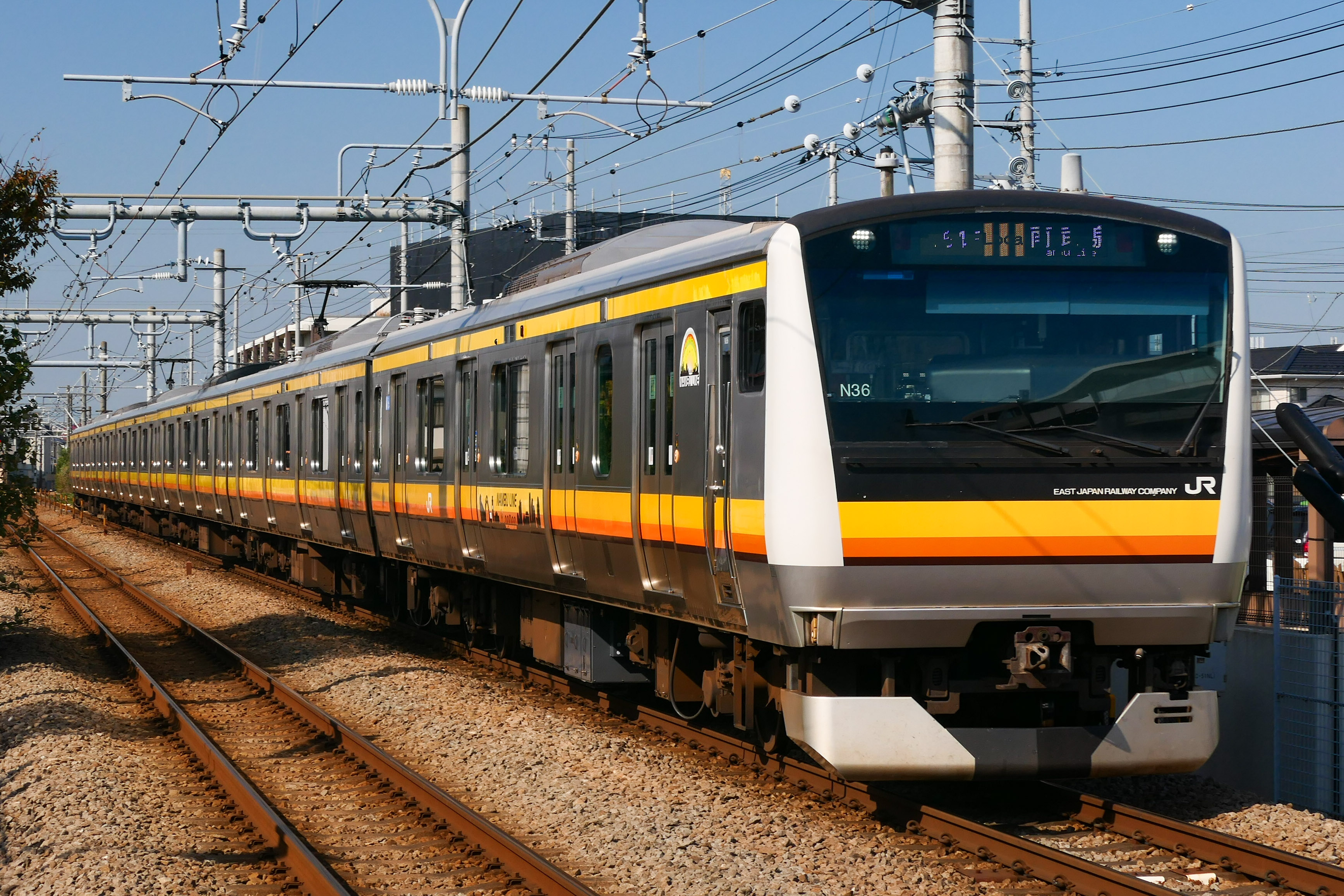
E233系8500番台
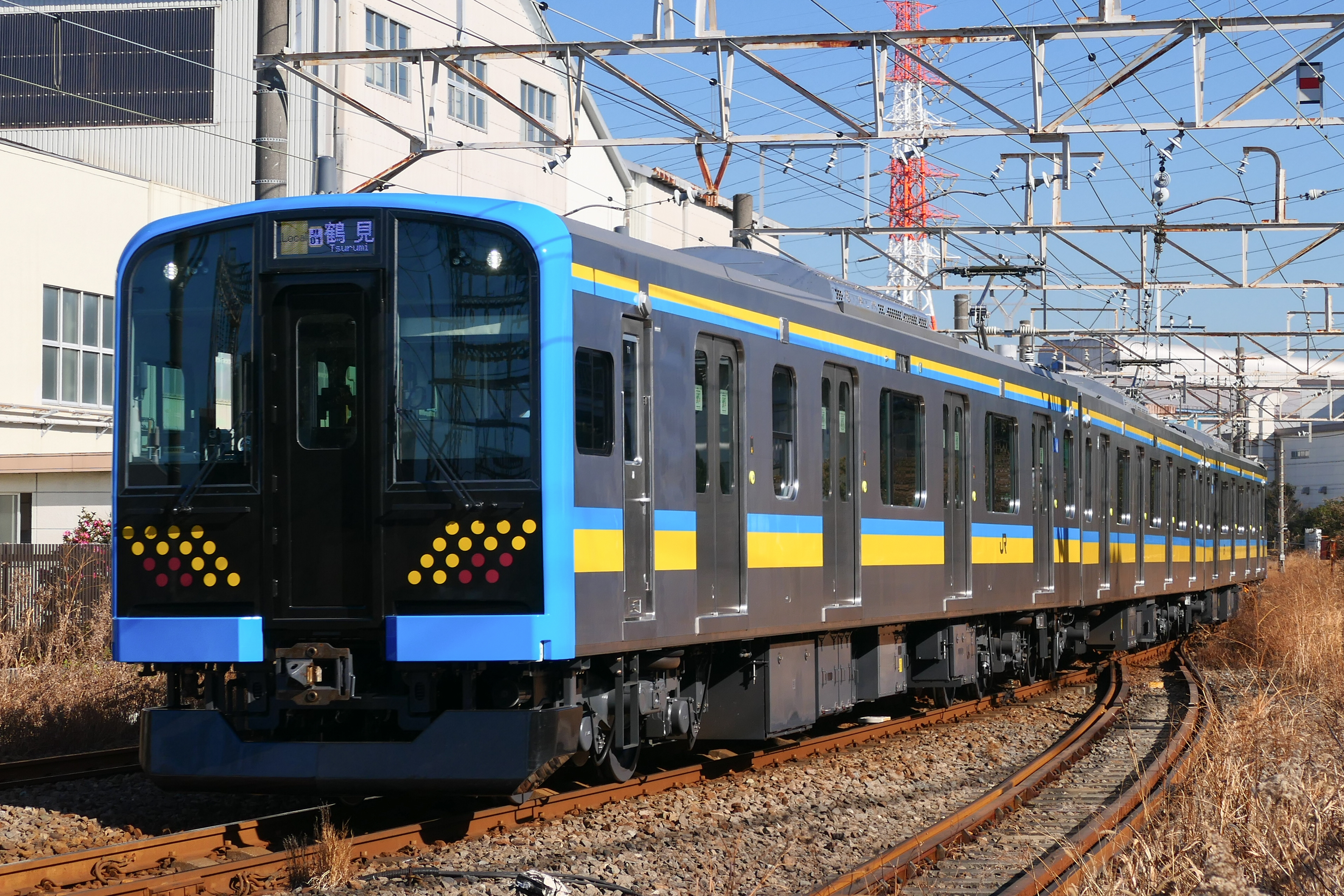
E131系1000番台
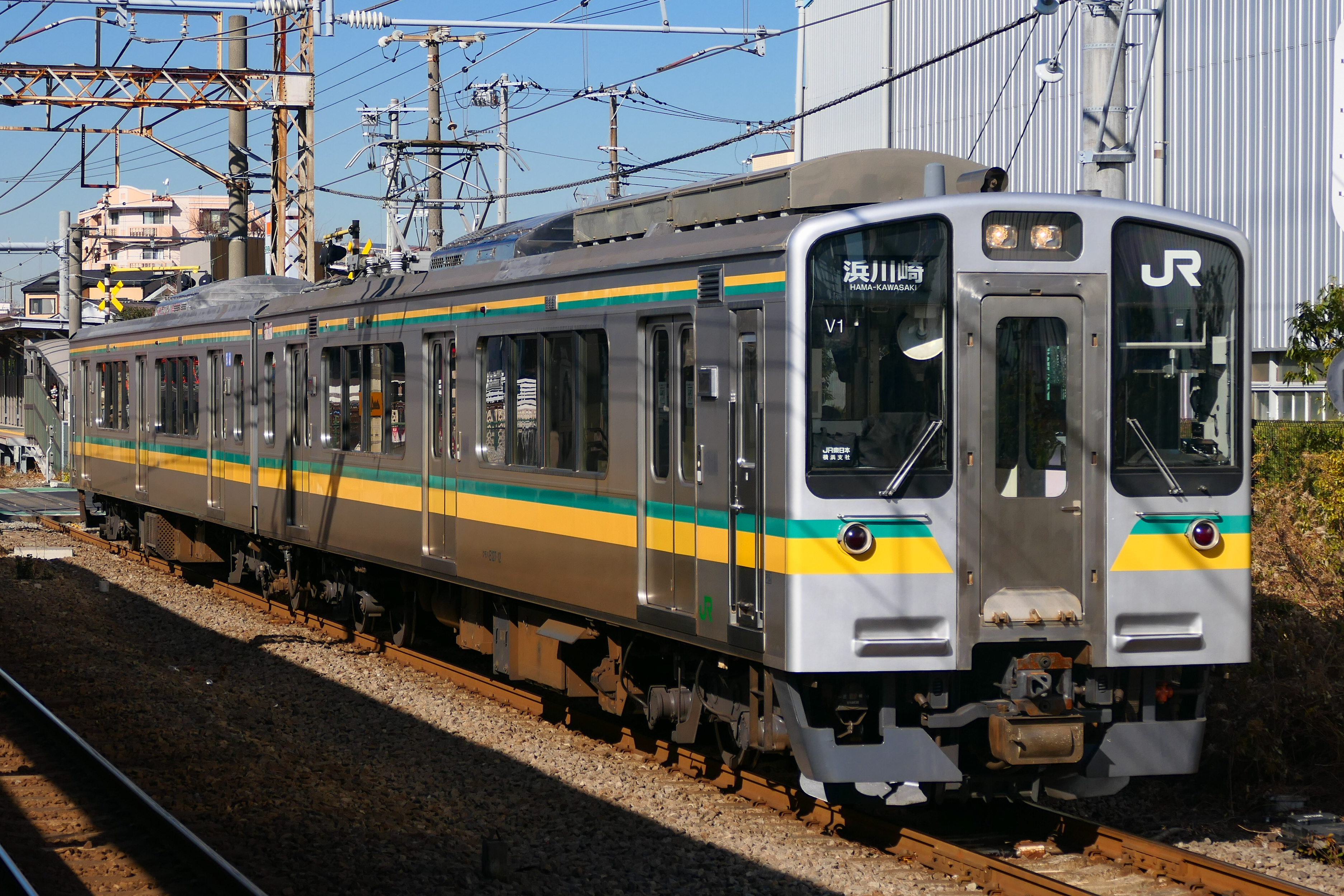
E127系0番台
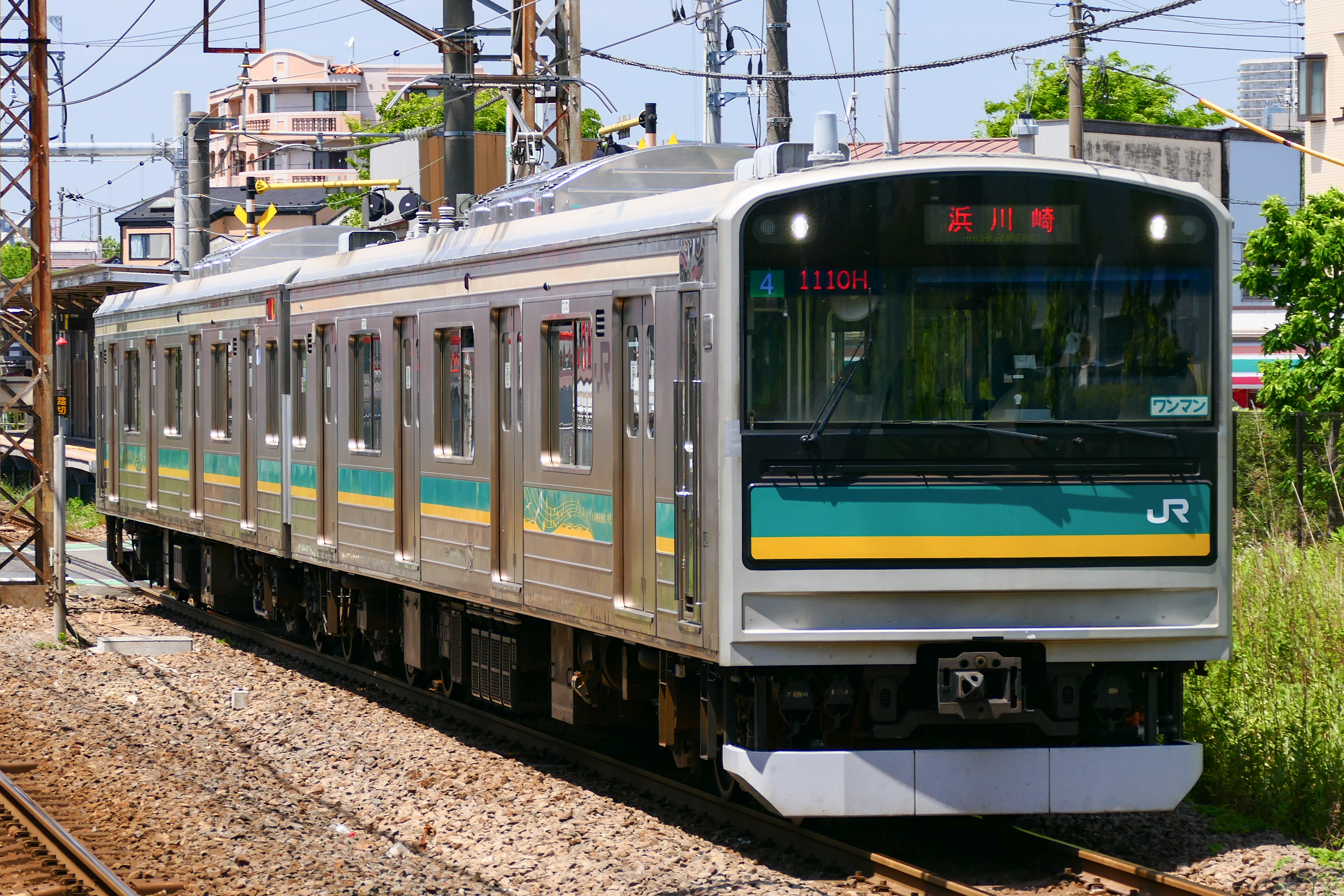
205系1000番台
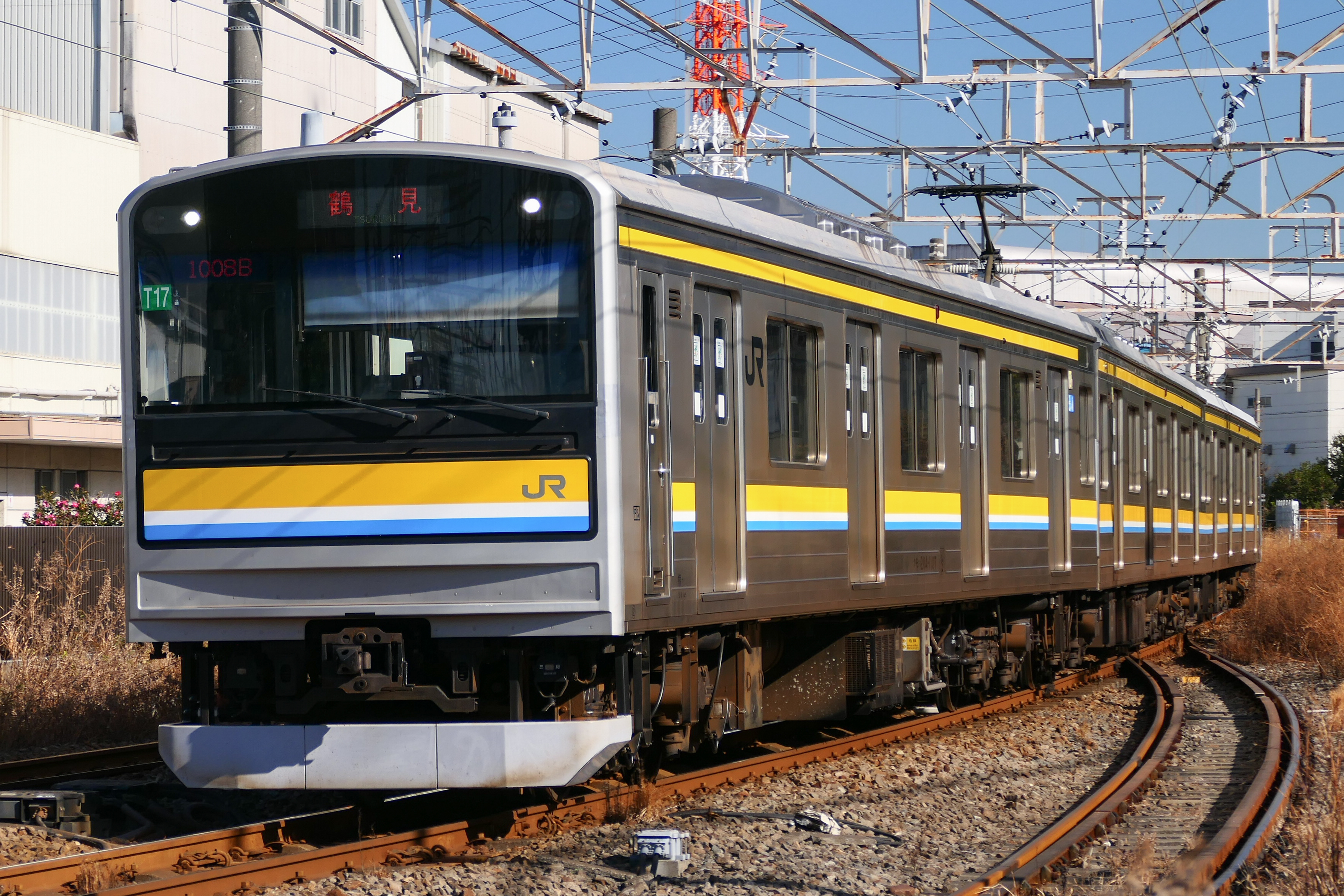
205系1100番台
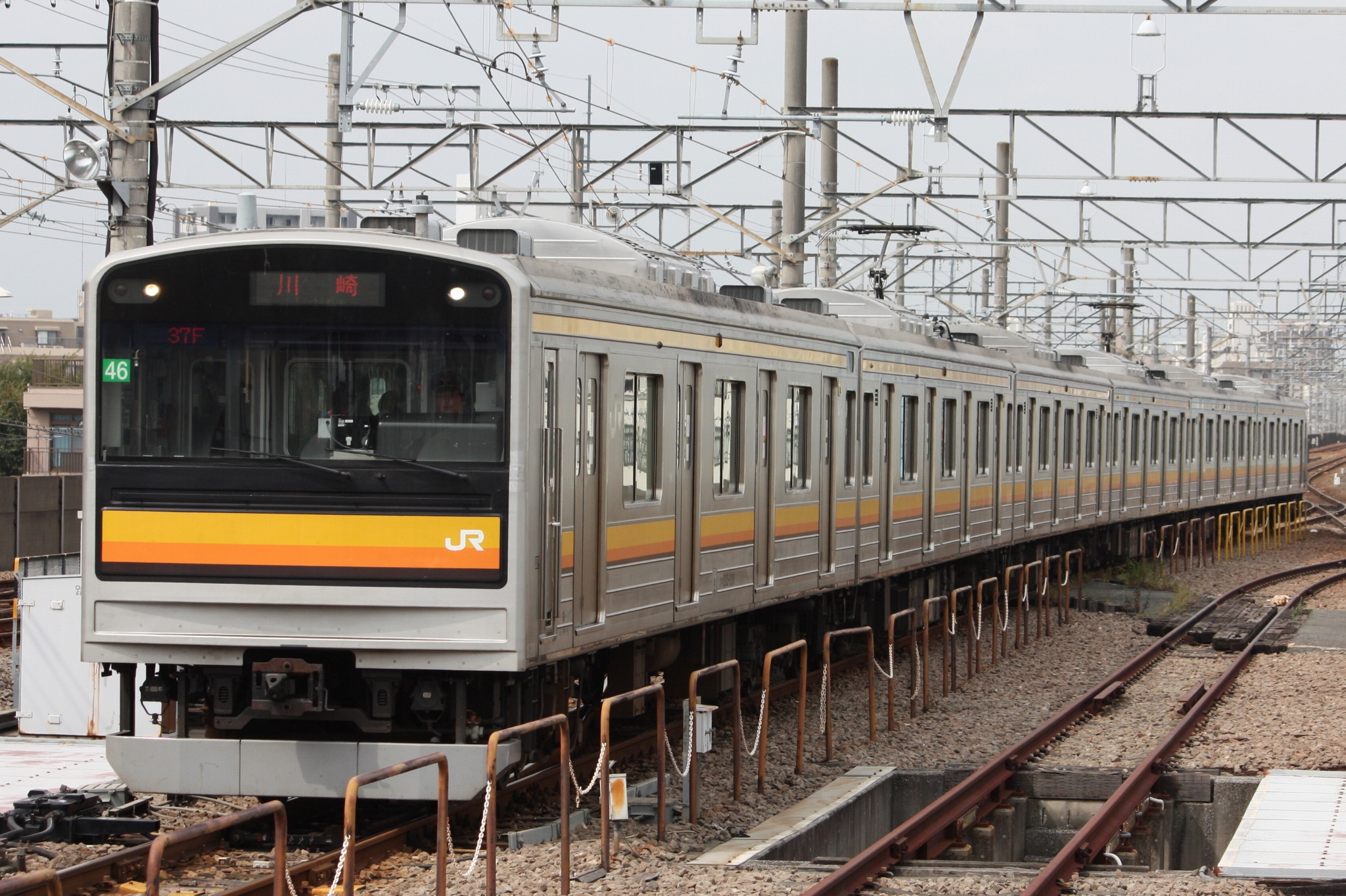
205系1200番台
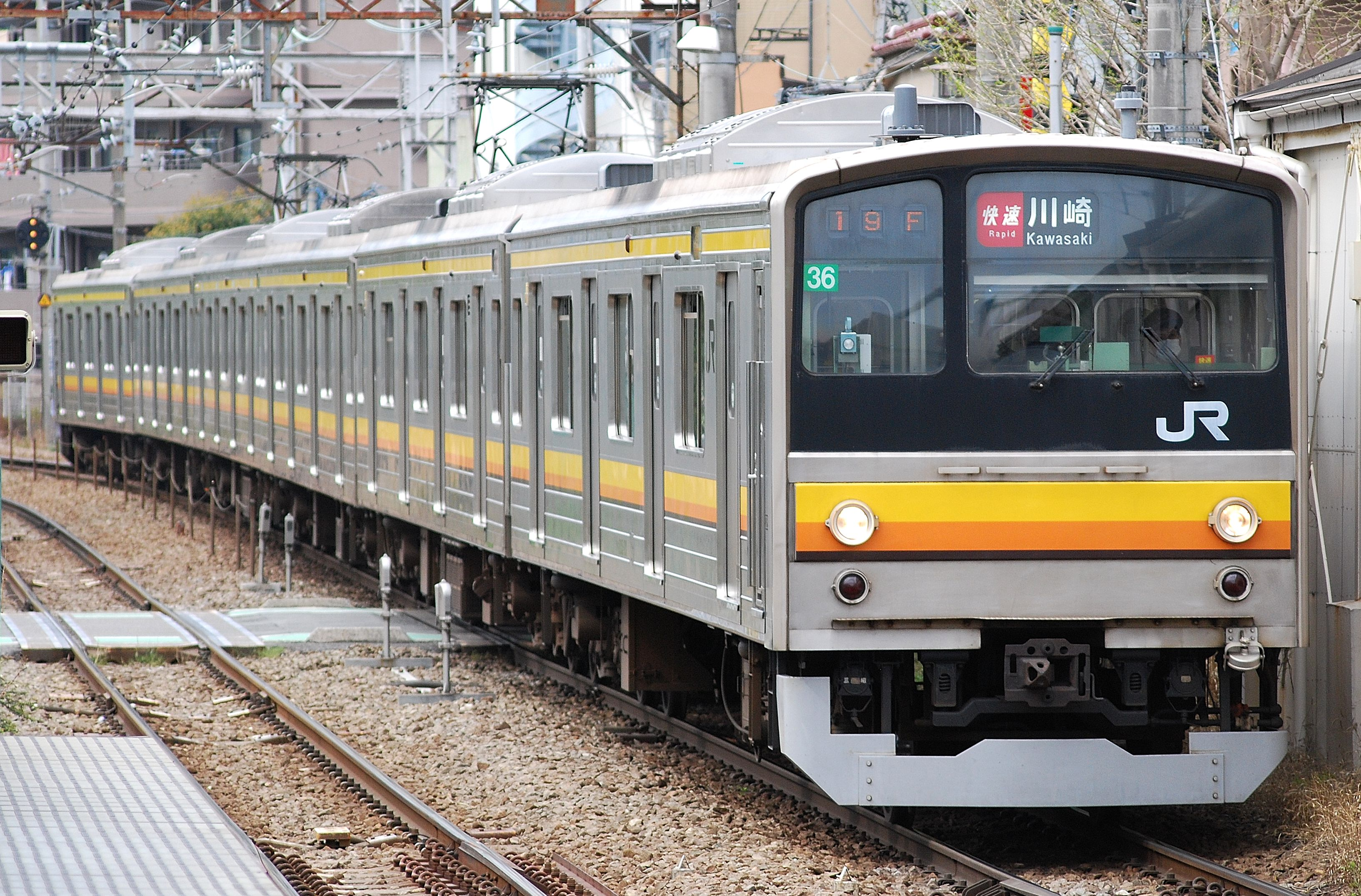
205系0番台
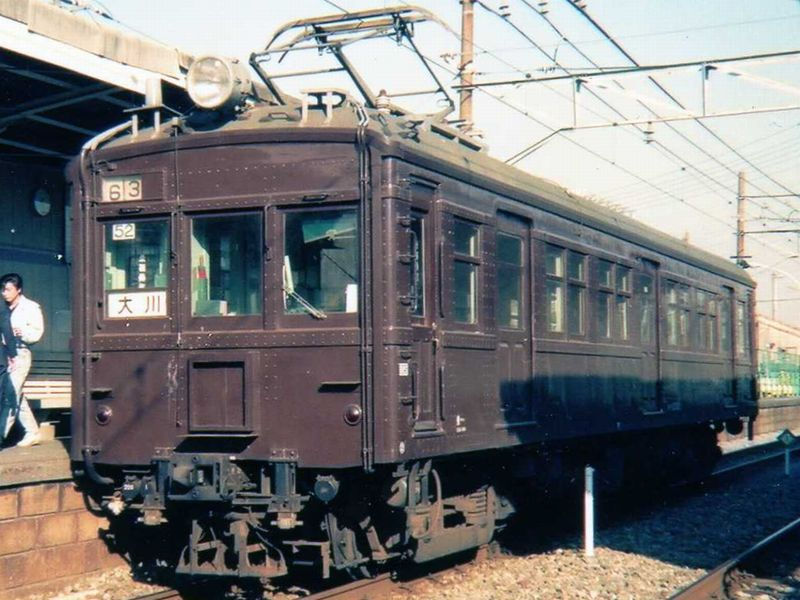
クモハ12052
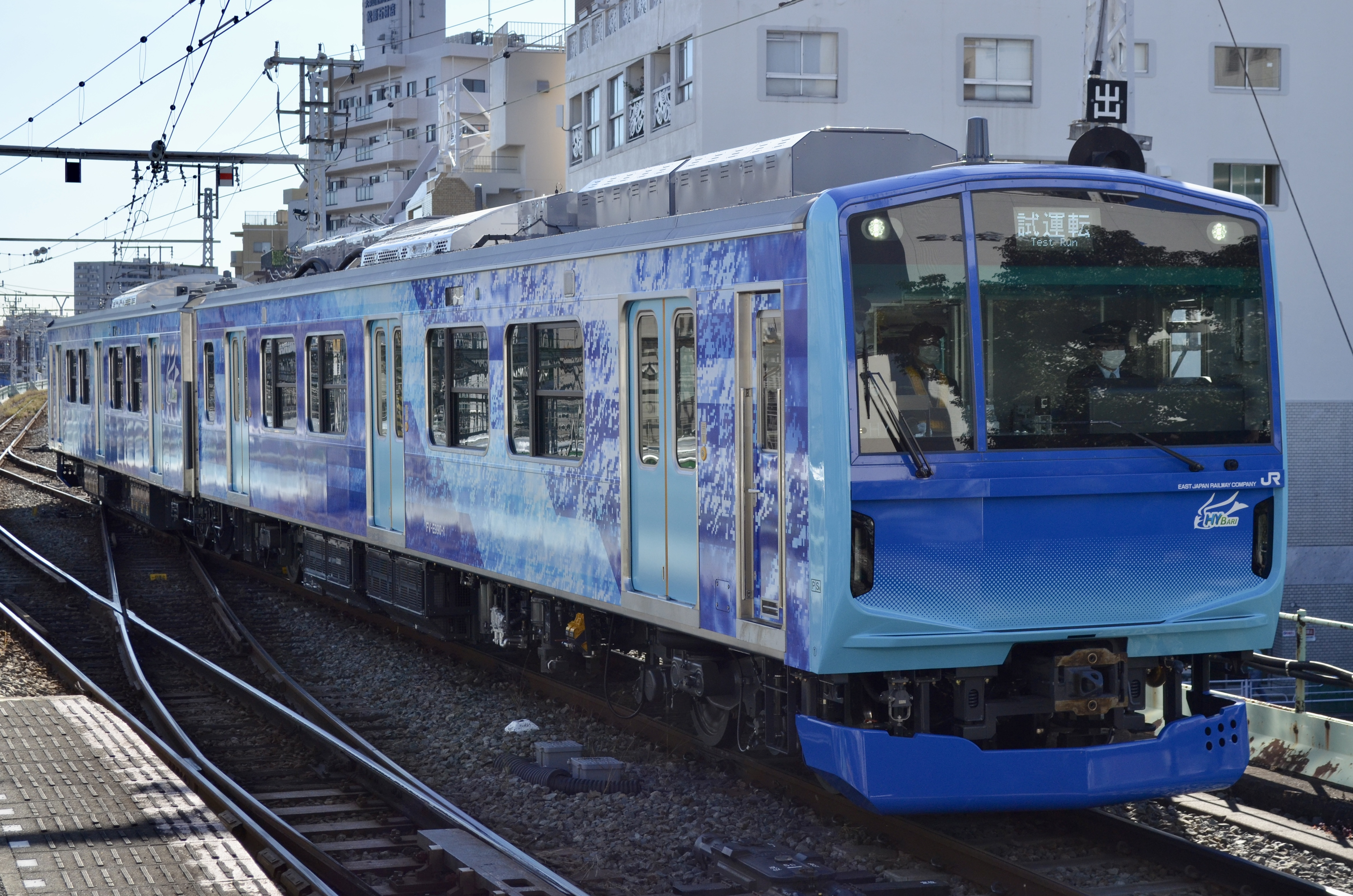
FV-E991系

※斜体表記の形式は全車両廃車済み
上記配置車両のほか、修学旅行列車などの臨時列車で南武線に乗り入れた車両が一時留置されることがある。修学旅行列車には現在E257系5000番台・5500番台が用いられているが、過去には167系、183・189系、185系などの使用実績がある。

### 過去の配置車両

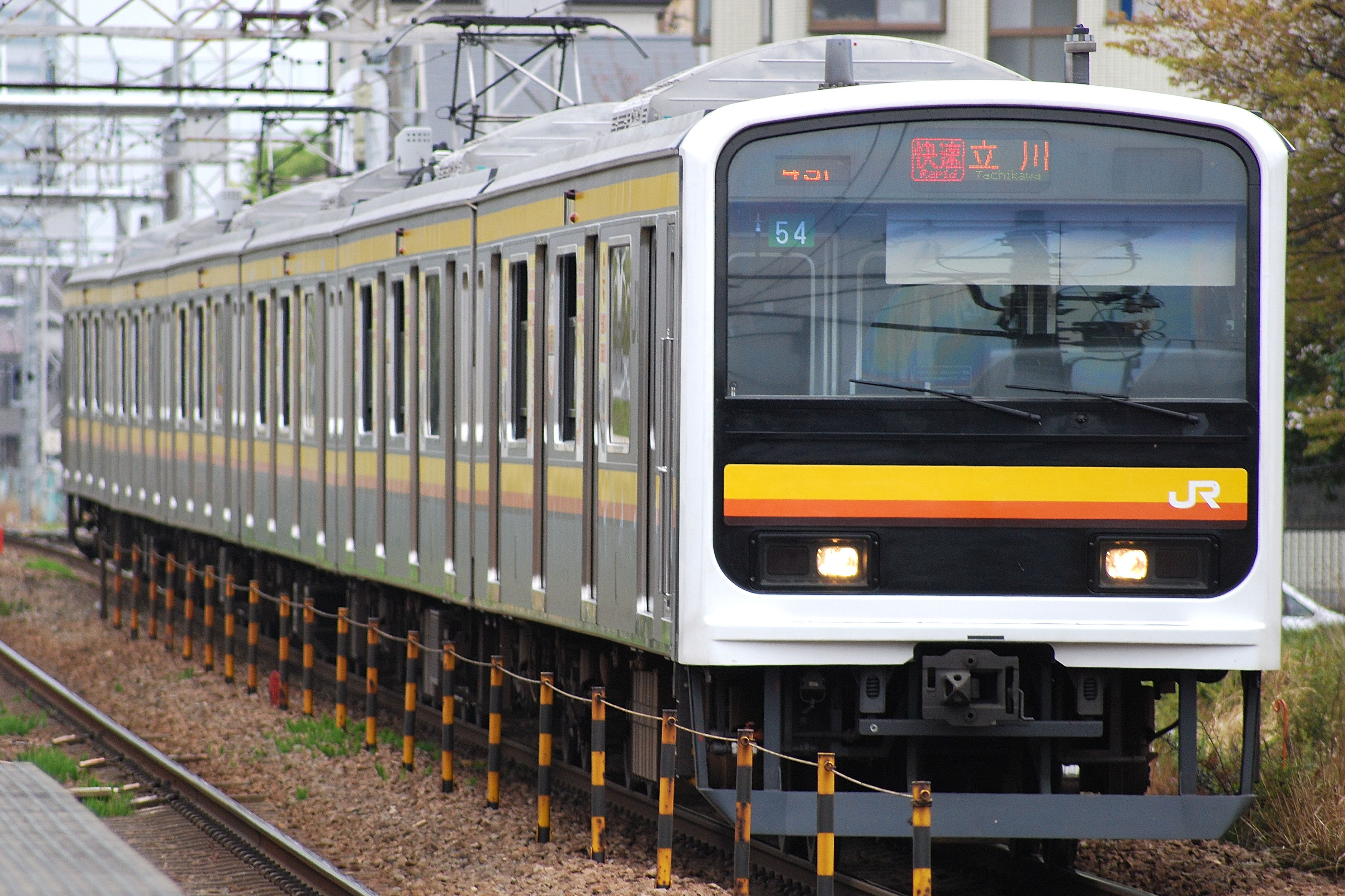
209系2200番台
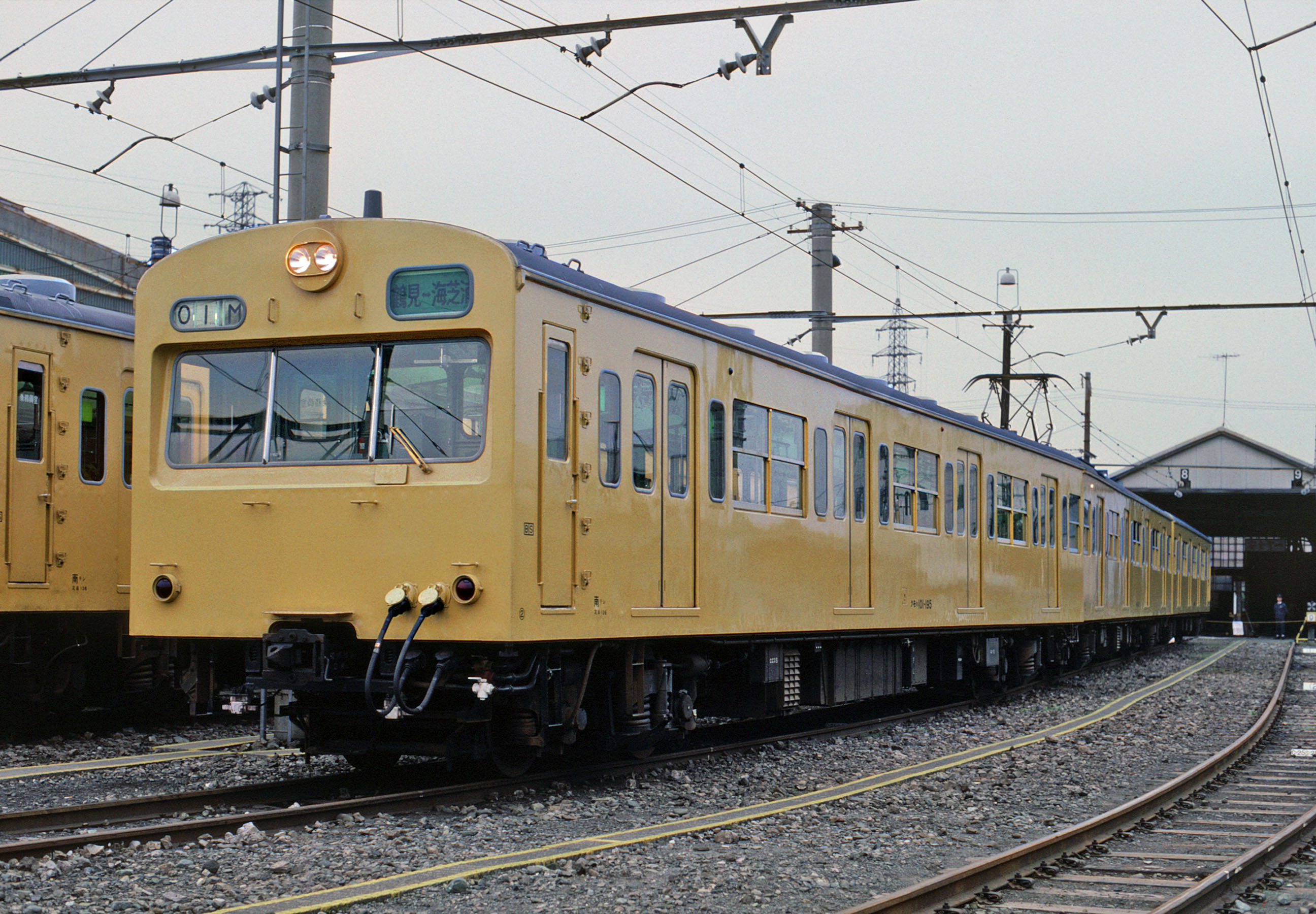
鶴見線101系
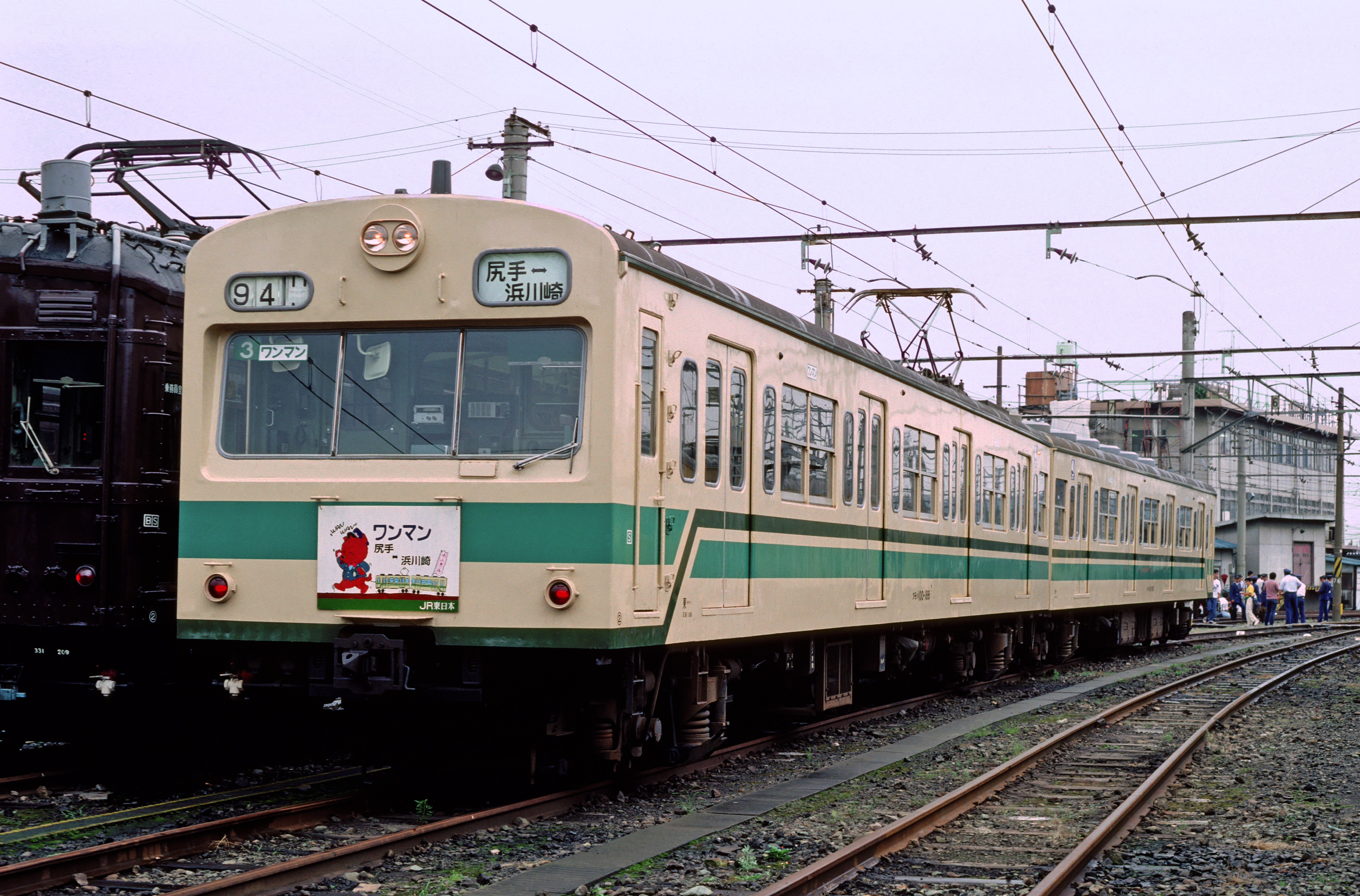
南武支線101系
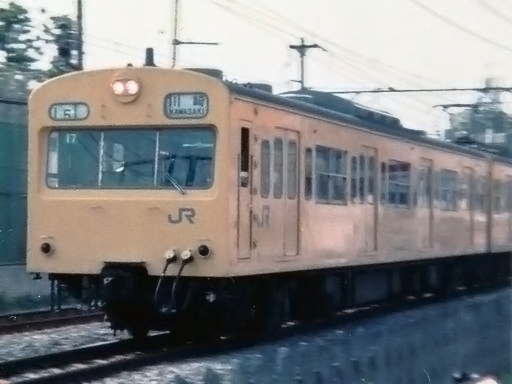
南武線101系

209系
2017年4月1日時点で南武線用の6両編成1本（2200番台）が配置されていた。
もとは京浜東北線用0番台からの改造で、京浜東北線時代に固定窓の一部を開閉可能にする工事が施工されている。
2200番台はE233系8000番台投入前は3編成が配置されていたが、うちナハ52編成・ナハ54編成は2015年度までにE233系に置き換えられ廃車となった。
E233系投入後も残留していたナハ53編成も、E233系8500番台の投入により置き換えられ、2017年4月13日付で幕張車両センターに転属し、J1編成「BOSO BICYCLE BASE」に再改造された。
0番台は、E233系8000番台に置き換えられて2015年までに廃車された。
クモヤ145形
牽引車。116号の1両が配置されていた。2013年2月14日に長野総合車両センターへ回送され、2月18日付けで廃車となった
新型入換作業システムの導入に伴い、運転台以外での無線操縦が可能で、誘導係員を必要としない入換運転が可能であった。
103系
2005年12月に鶴見線用として最後の1本となっていたT1編成が運用を離脱。2006年4月26日に廃車回送された。
南武線用の編成は当初クモハ103形を含む両端低運転台だったが、ATS-P形の使用開始に伴い1993年以降は浦和電車区（現・さいたま車両センター）などから転入のクハ103形高運転台車を両端に配した編成に統一されていた。これは比較的経年の浅いクハ103形高運転台車にATS-P形を設置することが投資効果上有効であるという判断からであった。国鉄末期には浦和電車区や山手電車区（現・東京総合車両センター）、松戸電車区（現・松戸車両センター）などからの転入車による混色編成や、さらに浦和電車区や豊田電車区（現・豊田車両センター）、奈良電車区（現・吹田総合車両所奈良支所）からの転入車による非冷房車の編成も出現していた。このうち奈良電車区から転入の非冷房モハユニットは新製配置が明石電車区（現・網干総合車両所明石支所）で、近畿地区の車両基地に新製配置された車両は南武線では唯一の存在だった。
101系
南武線用として試作車を含む編成が転入したのが最初で、鶴見線には弁天橋電車区時代の1980年に投入された。その後南武線からは1991年1月に、鶴見線からも1992年5月に撤退し、残った南武支線用のワンマン編成も2003年12月に運用を終了した。南武線で使用されていた試作車のうちクモハ101-902は東京総合車両センター西エリアを経て現在は鉄道博物館で保存されている。
72系・50系・40系・30系
- 209系2200番台
- 鶴見線101系
- 南武支線101系
- 南武線101系